# ヤロスラフ・モトリーク
ヤロスラフ・モトリーク（Jaroslav Motlík, 1926年4月20日 - ）は、チェコのヴィオラ奏者。
モスト近郊フデジーンの生まれ。1942年から1948年までプラハ音楽院でヨゼフ・ミツカにヴァイオリンを師事。音楽院在学中の1945年から1948年までターリヒ室内管弦楽団の団員として在籍し、ヴァーツラフ・ターリヒの謦咳に接した。
1948年にチェコ・フィルハーモニー管弦楽団にヴィオラ奏者として入団すると共に、プラハ音楽院のカレル・モラヴェッツの下で1952年までヴィオラを学んだ。1951年にはチェコ・フィルハーモニー管弦楽団の首席ヴィオラ奏者に昇格し、1990年まで在任した。1967年から1973年までイタリアでセルジュ・チェリビダッケに指揮法を学んでいる。1974年からプラハ芸術アカデミー音楽学部の助教授となり、1990年から教授に昇格。

## 注
1. ↑  “Příběhy z kalendáře - Jaroslav Motlík”. 2020年7月20日時点のオリジナルよりアーカイブ。2019年9月4日閲覧。
2. ↑  ヤロスラフ・モトリーク - Discogs（英語）
3. ↑  “Motlík, Jaroslav, 1926-”. 2020年7月21日時点のオリジナルよりアーカイブ。2020年7月21日閲覧。
4. ↑  アーカイブ 2020年7月19日 - ウェイバックマシン
5. ↑  雅美, 藁科 (1989). “演奏家について”. マルチヌー ラプソディ・コンチェルト、他●コシュラー=チェコ・フィル (日本コロムビア株式会社):  7.EAN 4988001260332(「モトリーク略歴は関根日出男氏による」の但し書きあり。)

| スタブアイコン | サブスタブ | この項目は、まだ閲覧者の調べものの参照としては役立たない、人物に関連した書きかけの項目です。この項目を加筆・訂正などしてくださる協力者を求めています（P:人物伝/PJ:人物伝）。 |